# Благоева, Йорданка
Йорданка Благоева Иванова (урождённая Димитрова, 19 января 1947 года, Горно-Церовене, Болгария) — болгарская спортсменка, выступавшая в прыжках в высоту, экс-рекордсменка мира (1,94 м в Загребе, 24.09.1972), серебряный призёр Олимпийских игр 1972 года в Мюнхене, бронзовый призёр Олимпийских игр 1976 года в Монреале. Девятикратная чемпионка Болгарии в 1965—1980 годах.
Личный рекорд в прыжках в высоту (1,94 м) установила в 1972 году.

## Биография
Йорданка Благоева родилась 19 января 1947 года в деревне Горно-Церовене, Монтанской области Болгарии. В 1953—1960 годах училась в школе «Отец Паисий» в Горно-Церовене, в 1964 году окончила среднее политехническое училище «Христо Михайлов» в городе Монтана, а в 1969 году — Национальную спортивную академию. В 1984 году в Институте физической культуры в Москве защитила диссертацию и получила степень доктора педагогических наук.
С 1964 по 1973 год работала инструктором по лёгкой атлетике в штате Монтана. В 1965 году стала чемпионкой Универсиады. Участвовала в четырёх летних Олимпийских играх — в 1968, 1972, 1976 и 1980 годах.

### 1968, Олимпийские игры в Мехико
На Олимпиаде 1968 года в Мехико Благоева с 17-м результатом 1,68 м в квалификационных соревнованиях не прошла в финал.
В 1969 году в Афинах Благоева в первый и последний раз приняла участие в чемпионате Европы, заняв 13-е место с результатом 1,68 м.

### 1972, Олимпийские игры в Мюнхене
На Олимпийских играх 1972 года в Мюнхене Благоева, наряду с мировой рекордсменкой Илоной Гузенбауэр, была одной из претенденток на победу. В предварительных соревнованиях она легко с первой попытки взяла квалификационный рубеж 1,76 м. Однако на следующий день, 4 сентября, в финале произошла неожиданность. Малоизвестная 16-летняя спортсменка из Германии Ульрике Мейфарт, личный рекорд которой составлял всего 1,85 м, продемонстрировала блестящую серию прыжков, взяв с первой попытки высоты 1,71; 1,76; 1,79; 1,82 и 1,85, а также высоту 1,88, которая на 3 см превышала её личное достижение. Высоту 1,88 м кроме Мейфарт преодолели только две участницы — Илона Гузенбауэр и Йорданка Благоева. Благоева, как и Мейфарт, брала все предыдущие высоты с первой попытки и делила с ней первую позицию, Гузенбауэр шла третьей, имея пять неудачных попыток, в том числе одну на высоте 1,88 м. Решающей стала высота 1,90 м. Мейфарт взяла её со второй попытки, обе её соперницы потерпели неудачу. Таким образом, Благоева заняла только второе место.
24 сентября, через 20 дней после Олимпиады, на соревнованиях в Загребе она прыгнула на 1,94 м, установив первый в истории болгарской лёгкой атлетики мировой рекорд. В 1973 году она установила мировой рекорд в закрытых помещениях, прыгнув на чемпионате Европы в Роттердаме на 1,92 м.
Олимпийские игры. Мюнхен. 1972
| #  | Рез. | Спортсмен          | Спортсмен          | Страна         | Пр. |
| -- | ---- | ------------------ | ------------------ | -------------- | --- |
| 1. | 1,92 | Мейфарт, Ульрике   | Ulrike Meyfarth    | ФРГ            |     |
| 2. | 1,88 | Благоева, Йорданка | Yordanka Blagoyeva | Болгария       |     |
| 3. | 1,88 | Гузенбауэр, Илона  | Ilona Gusenbauer   | Австрия        |     |
| 4. | 1,85 | Инкпен, Барбара    | Barbara Inkpen     | Великобритания |     |
| 5. | 1,85 | Шмидт, Рита        | Rita Schmidt       | ГДР            |     |
| 6. | 1,85 | Симеони, Сара      | Sara Simeoni       | Италия         |     |
| 7. | 1,85 | Витчас, Розмари    | Rosemarie Witschas | ГДР            |     |
| 8. | 1,82 | Брилл, Дебби       | Debbie Brill       | Канада         |     |

### 1976, Олимпийские игры в Монреале
Безоговорочным фаворитом в Мюнхене была чемпионка Европы 1974 года Розмари Витчас-Аккерман из ГДР, которая в 1974 и 1976 году дважды улучшала мировой рекорд Благоевой, показав 8 мая 1976 года в Дрездене результат 1,96 м.
В финале после высоты 1,89 м соревнования продолжали только 8 участниц. Следующую высоту 1,91 м прошли только три спортсменки, причём Розмари Аккерман и итальянка Сара Симеони преодолели эту высоту с первой попытки, а Благоева — со второй. Высоту 1,93 м преодолела только Аккерман, Благоева осталась третьей.
Олимпийские игры. Монреаль. 1976
| #  | Рез. | Спортсмен          | Спортсмен           | Страна       | Пр. |
| -- | ---- | ------------------ | ------------------- | ------------ | --- |
| 1. | 1,93 | Аккерман, Розмари  | Rosemarie Ackermann | ГДР          |     |
| 2. | 1,91 | Симеони, Сара      | Sara Simeoni        | Италия       |     |
| 3. | 1,91 | Благоева, Йорданка | Yordanka Blagoyeva  | Болгария     |     |
| 4. | 1,89 | Мрачнова, Мария    | Maria Mrachnova     | Чехословакия |     |
| 5. | 1,89 | Хантли, Джони      | Joni Huntley        | США          |     |
| 6. | 1,87 | Шляхто, Татьяна    | Tatyana Shlyahto    | СССР         |     |
| 7. | 1,87 | Таннандер, Аннетт  | Annette Tannander   | Швеция       |     |
| 8. | 1,87 | Попа, Корнелия     | Cornelia Popa       | Румыния      |     |

### 1980, Олимпийские игры в Москве
На Олимпиаде 1980 года в Москве Благоева с 16-м результатом 1,80 м в квалификационных соревнованиях не прошла в финал.

## После окончания спортивной карьеры
С 1991 по 1999 годы Благоева была генеральным секретарём Союза аэробики, а с 1999 года является его председателем. С 1992 по 1997 год — член Исполнительного бюро Болгарского союза физкультуры и спорта. С 1995 по 1998 год — заместитель председателя Конфедерации болгарских спортивных федераций. С 1995 года — член Исполнительного бюро Болгарского олимпийского комитета, а с 1998 года — член правления клуба «Левски». С 2008 года она является членом экспертного совета дирекции «Спорт» Министерства физического воспитания и спорта.
Благоева награждена многими премиями и наградами, в том числе орденом первого класса «Народная Республика Болгария» (1972), медалью за вклад в мировую лёгкую атлетику (1987), «Золотым почетным знаком» Болгарского олимпийского комитета, почётными знаками Президента и Министерства внутренних дел. Она является почётным гражданином области Монтана и города София. В 1972 году получила звание заслуженного мастера спорта.
Спортивные достижений Йорданки Благоевой породили в Болгарии бум популярности женских прыжков в высоту, на волне которого в 1980-х годах появились такие выдающиеся спортсменки как мировые рекордсменки Людмила Андонова и Стефка Костадинова.

## Награды
- Орден Народной Республики Болгария I степени (1972 год)
- Медаль «За заслуги» (21 мая 2014 года, Болгария) — за большие заслуги в области спорта[4]